# キラリ☆セーラードリーム!
「キラリ☆セーラードリーム!」は、小枝の楽曲。2003年11月19日に小枝のデビューシングルとしてコロムビアミュージックエンタテインメントより発売された。

## 概要
- 表題曲「キラリ☆セーラードリーム!」はCBC・TBS系列特撮テレビドラマ『美少女戦士セーラームーン』のオープニングテーマ主題歌 。作詞は漫画原作者の武内直子が手掛ける。
- カップリング曲「C'est la vie 〜私のなかの恋する部分」は小松彩夏が愛野美奈子役として歌唱し、同ドラマの劇中歌として使用された。

## 収録曲
1. キラリ☆セーラードリーム! [4:31]
  - 作詞：武内直子、作曲：羽場仁志、編曲：京田誠一、歌：小枝
  - CBC・TBS系テレビドラマ『美少女戦士セーラームーン』オープニングテーマ主題歌
2. C'est la vie 〜私のなかの恋する部分 [4:08]
  - 作詞：岩里祐穂、作曲・編曲：平間あきひこ、歌：愛野美奈子（小松彩夏）
  - CBC・TBS系テレビドラマ『美少女戦士セーラームーン』挿入歌
3. キラリ☆セーラードリーム!（オリジナル・カラオケ） [4:33]
4. C'est la vie 〜私のなかの恋する部分（オリジナル・カラオケ） [4:04]